# Вёрт
Вёрт (нем. Wört) — община в Германии, в земле Баден-Вюртемберг. 
Подчиняется административному округу Штутгарт. Входит в состав района Восточный Альб.  Население составляет 1386 человек (на 31 декабря 2010 года). Занимает площадь 18,17 км².